# Hollandia spurrelli
Hollandia spurrelli là một loài bướm đêm trong họ Noctuidae.